# Błona biaława ciał jamistych
Błona biaława ciał jamistych, błona biaława (łac. tunica albuginea corporum cavernosorum, tunica albuginea) – w anatomii człowieka osłonka ciał jamistych prącia, zbudowana z tkanki łącznej włóknistej zbitej. W stanie spoczynku prącia ma grubość około 2 mm, a w stanie erekcji wskutek rozciągnięcia zmniejsza swoją grubość nawet do 0,25 mm.